# István Kovács (arbitre)
Pour les articles homonymes, voir István Kovács.
István Kovács, né le 16 septembre 1984 à Carei, est un arbitre roumain de football. 
Il appartient au groupe d'arbitres qui officie principalement dans la Liga I, le championnat roumain. Depuis 2010, il peut également arbitrer des matchs internationaux.

## Biographie
Kovács est sélectionné pour l'Euro 2020 aux côtés de son compatriote Ovidiu Hațegan où il officie pour le match de phase de groupes entre les Pays-Bas et la Macédoine du Nord.
Le 26 avril 2022, Kovács arbitre le match aller des demi-finales de la Ligue des champions de l'UEFA entre Manchester City et le Real Madrid, match remporté par l'équipe anglaise sur le score de 4-3. La commission des arbitres de l'UEFA le choisit pour arbitrer la finale de la Ligue Europa Conférence entre l'AS Rome et Feyenoord.
Le 19 mai 2022, il est sélectionné pour être un des trente-six arbitres de la Coupe du monde de football 2022,.
Le 31 mai 2025, il arbitre la finale de la Ligue des Champions entre le PSG et l'Inter Milan, match remporté par l'équipe française sur le score de 5-0.